# Zio Fred in primavera
Zio Fred in primavera (titolo originale: Uncle Fred in the Springtime) è un romanzo umoristico di P. G. Wodehouse, pubblicato come feuilleton e in volume in lingua inglese nel 1939, tradotto in lingua italiana nel 1940.
È il quinto romanzo della "Saga del castello di Blandings", ed è il primo romanzo di cui sia protagonista Zio Fred (Lord Ickenham), personaggio che sarà protagonista in altri tre romanzi di Wodehouse.

## Storia editoriale
Uncle Fred in the Springtime apparve dapprima a puntate sul bimestrale statunitense The Saturday Evening Post dal 22 aprile al 27 maggio 1939, illustrata da James Williamson. Il periodico chiese a Wodehouse di snellire il testo originale (che sarà poi pubblicato dall'editore Doubleday) l'autore procedette ad alcune modifiche; per esempio, nella versione del periodico, non compaiono i personaggi Valerie Twistleton e Horace Pendlebury-Davenport e alcune battute, previste inizialmente per loro, furono attribuite ad altri personaggi.
Il volume fu pubblicato negli Stati Uniti da Doubleday il 18 agosto 1939 e successivamente nel Regno Unito da Herbert G. Jenkins il 25 agosto 1939, alla vigilia dello scoppio della seconda guerra mondiale.
Fu tradotto in lingua italiana da Alberto Tedeschi nel 1940 e pubblicato in volume più volte ad opera di quattro editori (Arnoldo Mondadori Editore, Guanda, Tea ed Euromeeting).

## Trama
A Londra Pongo Twistleton ha problemi di danaro: deve restituire 250 sterline a un allibratore; si rivolge perciò per un prestito al suo facoltoso amico Horace Pendlebury-Davenport, fidanzato di sua sorella Valerie.  Valerie tronca però il fidanzamento dopo aver scoperto che Horace,  durante un weekend a Le Touquet, l'ha fatta sorvegliare dall'investigatore privato Claude Pott detto "Mostarda".  Horace rifiuta il prestito e Pongo si rivolge allora allo zio Fred del titolo: Lord Ickenham, suo zio, il quale è privo di danaro ma ricco di iniziativa.
Nel frattempo, Alaric, il prepotente duca di Dunstable, si è autoinvitato al Castello di Blandings e vi spadroneggia: vuole scagliare uova contro i giardinieri che fischiano "Sulle rive di Loch Lomond" e ritiene che l'Imperatrice di Blandings, il maiale di esposizione di Lord Emsworth, debba essere sottratta al suo premuroso padrone e sottoposta a dieta dimagrante. Perfino Lady Constance, l'autoritaria sorella di Lord Emsword, crede che il Duca soffra di demenza iniziale e incarica il fratello di recarsi a Londra per chiedere le prestazioni professionali di Sir Roderick Glossop, un famoso psichiatra. In assenza del fidato fratello Gally, Lord Emsworth ritiene che la cosa migliore da fare sia ricorrere all'aiuto di Lord Ickenham, peraltro vecchio amico di Gally.
Horace partecipa a un ballo mascherato in compagnia della sua maestra di ballo Polly Pott, la graziosa figlia di Mostarda. Horace, che aveva annunciato in precedenza a Pongo l'intenzione di partecipare al ballo mascherato da boy scout, cambia idea e si maschera da guerriero Zulu.  Pongo, che ignora quest'ultima decisione, perde altro danaro per aver scommesso sul travestimento di Horace. Al ballo mascherato, Horace litiga con suo cugino Ricky Gilpin, il geloso fidanzato di Polly.  Ricky è anch'esso nipote di Alaric: vorrebbe sposare Polly, ma teme che lo zio Alaric, dal quale dipende economicamente, possa opporsi al suo matrimonio con una ballerina.  Ricky vorrebbe guadagnarsi da vivere aprendo un'osteria dove si consumi zuppa di cipolla e spera che il Duca gli presti 250 sterline per iniziare l'attività. Anche Polly chiede aiuto a Fred per i suoi progetti matrimoniali con Ricky, e Fred progetta di metterla in buona luce presso il Duca.
Fred cerca di risolvere con efficienza i problemi di coloro che hanno richiesto il suo aiuto, ossia Lord Emsworth, Pongo e Polly.  Ritiene che il problema di Polly possa essere risolto se solo potesse farla invitare al Castello di Blandings: Alaric, incantato dalla grazia di Polly, darebbe subito il consenso al matrimonio di Polly con Ricky.  L'occasione si presenta quando lo psichiatra Sir Roderick Glossop si offende con Lord Emsworth: i due sono stati compagni di scuola e, rivedendolo, Lord Emsworth si rivolge a Sir Roderick chiamandolo col vecchio e infamante nomignolo di "Pustola"; Sir Roderick rifiuta perciò di recarsi a Blandings per curare il duca di Dunstable. Fred afferra al volo l'occasione: si recherà a Blandings, il castello di Lord Emsworth, spacciandosi per Sir Roderick Glossop, in compagnia di Pongo, che rivestirà il ruolo di segretario, e di Polly, che sarà presentata come Gwendolyne, la figlia di Glossop.  Sul treno Fred incontra il vero Glossop, diretto anche lui a Blandings dopo essere stato convinto da un invito personale di Lady Constance; Fred riesce tuttavia a convincere lo psichiatra a ritornare a Londra. Giunti a Blandings i tre sono accolti da Lord Bosham, il figlio di Emsworth, che è stato truffato da zio Fred il giorno precedente.
Rupert Baxter, l'efficiente segretario del Duca di Dunstable, viene licenziato dopo che il Duca ha saputo da suo nipote Horace che Baxter aveva partecipato a un Ballo mascherato; Baxter viene tuttavia riassunto dopo che Fred persuade il Duca che Horace soffre di allucinazioni. Horace, a cui il sedicente Glossop ha diagnosticato allucinazioni, lascia Blandings per un periodo di riposo.  Tuttavia Baxter, che conosce le fattezze del vero Glossop, e pertanto sa che Fred, Pongo e Polly sono a Blandings sotto mentite spoglie, informa di ciò Lady Constance, la quale a sua volta incarica il nipote Lord Bosham di assumere un detective per proteggere i gioielli di famiglia dagli impostori, ritenuti probabili ladri; naturalmente viene scelto Claude Pott detto "Mostarda".
Il Duca chiede aiuto a suo nipote Ricky Gilpin perché lo aiuti a impossessarsi del maiale; ma quando Ricky gli chiede in cambio un finanziamento di 250 sterline, necessarie per acquistare un'osteria per zuppa di cipolla e quindi sposare Polly, il Duca risponde con un netto rifiuto. Non potendo più contare sul nipote, Dunstable si rivolge allora a Baxter. Nell'altro campo, Fred incontra "Mostarda" Pott subito dopo che costui ha vinto a carte 250 sterline a Lord Bosham; Fred si fa dare da Pott la vincita affermando che servirà a Polly per sposare il ricco Horace (non fa il nome di Ricky, il vero fidanzato di Polly, perché sa che non piace a Mostarda). Fred dà quindi i soldi a Pongo perché li consegni a Polly a beneficio di Ricky Gilpin; per un malinteso Polly li rifiuta e Pongo li utilizza allora per saldare i propri debitori.
Fred cerca di procurarsi nuovamente i soldi per Polly e Ricky e convince "Mostarda", abile baro, a sfidare a carte il Duca; se non che è invece il duca a vincere ben 300 sterline a Pott.  Fred cerca allora di sottrarre la vincita al Duca; ma costui, che nel frattempo ha rubato l'Imperatrice di Blandings con l'aiuto di Baxter e l'ha nascosta nella sua stanza da bagno, ha preso misure per proteggere l'ingresso nella sua stanza. Finalmente Fred riesce a entrare nella stanza del Duca (Pongo lo attira fuori cantando Sulle rive di Loch Lomond); ma Lord Bosham sorprende Fred, di cui ignora l'identità, e minacciandolo con un fucile, lo blocca e lo rinchiude in un armadio. Lo scioglimento dell'intricata vicenda inizia con l'arrivo di Valerie la quale rivela che l'impostore rinchiuso nell'armadio non è un ladro ma Lord Ickenham. Fred spiega allora di essere giunto a Blandings per proteggere da un improvvido matrimonio Lord Emsworth, il quale si è infatuato per la giovane Polly. Freddy prende pertanto le 300 sterline del Duca per tacitare la ragazza; Fred ammonisce inoltre i presenti sulla necessità di tener segreta la sua permanenza a Blandings per proteggere l'onorabilità dei Threepwood. Fred ritorna infine a Londra non solo con i soldi necessari a Gilpin per acquistare l'osteria per la zuppa di cipolle, ma anche con una piccola cifra per sé, per poter trascorrere con gioia l'arrivo della primavera.

## Personaggi
(in ordine di apparizione)
Pongo Twistletonnipote di zio Fred; fratello di Valerie; ha bisogno di danaro: ha un debito di 250 sterline con un allibratore
Horace Pendlebury-Davenportamico danaroso di Pongo, fidanzato di Valerie
Webstervalletto di Horace
Alaric, Duca di Dunstablearistocratico prepotente e detestabile, zio danaroso di Horace e di Ricky; è convinto che tutti gli altri siano pazzi
Frederick Altamount Cornwallis Twistleton, Quinto conte di Ickenham ("Zio Fred")aristocratico alto, magro e distinto, non danaroso ma ricco di iniziativa; zio di Pongo e Valerie; amico di Gally; marito di un'americana di nome Jane
Valerie Twistletonsorella di Pongo; fidanzata con Horace
Claude Pott ("Mostarda")investigatore privato basso e grasso di circa 50 anni; padre di Polly; già allibratore; noto baro
Rupert Baxterefficiente segretario del Duca di Dunstable, già segretario di Lord Emsworth
Alaric Gilpin (Ricky)cugino di Horace; poeta muscoloso dai capelli rossi, vuole diventare oste; fidanzato con Polly Pott; il suo defunto padre William era amico di Lord Ickenham
Polly Pottinsegnante di ballo ventunenne, molto graziosa, figlia di "Mostarda", fidanzata con Ricky Gilpin
Clarence Threepwood, Nono Conte di Emsworthproprietario del castello di Blandings, fratello maggiore di Gally e di Lady Constance, padre di Lord Bosham, proprietario della scrofa detta "Imperatrice di Blandings"
George Threepwood, Lord Boshamfiglio primogenito di Lord Emsworth e quindi erede del titolo; marito di Lady Cecily Threepwood, ha due figli: James Threepwood (il maggiore) e George (il cadetto); vive nell'Hampshire
Imperatrice di Blandingsscrofa nera del Berkshire di proprietà di Lord Emsworth; in gara con più bei maiali d'Inghilterra al concorso della sezione Maiali grassi alla Fiera agricola annuale dello Shropshire, che peraltro ha già vinto due volte
Sir Roderick Glossopimportante medico specialista in psichiatria; da adolescente è stato compagno di scuola di Lord Emsworth
George Buddallibratore a cui Pongo deve duecento sterline
Coggsvalletto di Lord Ickenham
Batesportiere del Drones Club
Ed Robinsontassista a Market Blandings
G. Ovensproprietario della Emsworth Arms
Charles e Henrydomestici a Blandings

## Critica
Zio Fred in primavera è il primo romanzo in cui compare "Zio Fred", ovvero "Lord Ickenham", uno dei personaggi più riusciti di Wodehouse e più amati dall'autore. Lord Ickenham era comparso prima d'allora solo nel racconto "Arriva lo zio Fred" (Uncle Fred Flits By) della raccolta Giovanotti con le ghette (Young Men in Spats) del 1936 e sarà protagonista di altri tre romanzi e di un racconto.
Per il linguista Robert Anderson Hall, nelle opere di Wodehouse col passare del tempo, a partire dagli anni venti, aumenta la proporzione dei dialoghi rispetto alla narrazione. Per esempio, in Zio Fred in primavera, a giudizio di Hall il romanzo umoristico più maturo di Wodehouse, il testo è composto per il 67% di dialoghi e solo per il 33% di narrazione, mentre il romanzo giovanile Il pipistrello d'oro (The Gold Bat) del 1904 conteneva il 42% di dialoghi e il 58% di narrazione. Hall attribuisce questi mutamenti al maggior coinvolgimento di Wodehouse nel teatro.

## Edizioni
- (EN) Uncle Fred in the Springtime, 1ª ed., Doran (New York), Doubleday, 1939.
- (EN) Uncle Fred in the Springtime, London, Herbert Jenkins, 1939.
- Lo zio Fred in primavera: romanzo, traduzione di Alberto Tedeschi, illustrazioni di Boccasile, Verona, A. Mondadori, 1940.
- Zio Fred in primavera, traduzione di Alberto Tedeschi, Milano, A. Mondadori, 1964.
- Zio Fred in primavera, traduzione di Alberto Tedeschi, introduzione di Franco Cavallone, Milano, A. Mondadori, 1972.
- Zio Fred in primavera, traduzione di Alberto Tedeschi, introduzione di Giampaolo Dossena, Parma, Guanda, 1991, ISBN 88-7746-492-5.
- Zio Fred in primavera : romanzo, traduzione di Alberto Tedeschi, introduzione di Giampaolo Dossena, Milano, TEA, 1994.
- Zio Fred in primavera: romanzo, traduzione di Alberto Tedeschi, introduzione di Giampaolo Dossena, Milano, Tea, 1997.
- Zio Fred in primavera, traduzione di Alberto Tedeschi, Milano, Euromeeting, 2003.
- Zio Fred in primavera : romanzo, traduzione di Alberto Tedeschi, introduzione di Giampaolo Dossena, Milano, TEA, 2006.
- Zio Fred in primavera : romanzo, traduzione di Alberto Tedeschi, Milano, TEA, 2020.